# ガルシア1世 (ナバラ王)
ガルシア・サンチェス1世（ガルシア・サンチェス1せい、スペイン語：García Sánchez I, バスク語：Gartzea I.a Santxez, 919年ごろ - 970年2月22日）は、ヒメノ朝第2代ナバラ国王（パンプローナ国王）（在位：925年 - 970年）。6歳で父の跡を継ぎ王となった。

## 生涯
ガルシア1世はパンプローナ王サンチョ1世とトダ・デ・パンプローナの息子で、925年に6歳で父の跡を継いでパンプローナ王となり、叔父ヒメノ・ガルセスと母トダの後見のもとで統治を行った。ガルシア1世の姉妹のうち3人がレオン王と結婚した。ウラカはラミロ2世と、オネカはアルフォンソ4世と、そしてサンチャはオルドーニョ2世とそれぞれ結婚した。サンチャはオルドーニョ2世の死後、アラバ伯アルバロ・エラメリスと結婚し、さらに2番目の夫の死後にカスティーリャ伯フェルナン・ゴンサレスと結婚した。また、別の姉妹ベラスキタはアルバロ・エラメリスの前にアラバ伯であったムニオ・ベラスと結婚した。歴史家ゴンサロ・マルティネス・ディエスによると、「ナバラ王朝とレオン王、カスティーリャ伯およびアラバ伯との深い関係は、 共通の敵であるイスラムに対してパンプローナ兵がレオン人とカスティーリャ人と一緒にしばしば戦ったことに反映されている」。王妃トダによって作られたこの同盟網のおかげで、パンプローナはその勢力を増し、イベリア半島のキリスト教王国の情勢において重要な役割を果たすことができた。
叔父で後見人のヒメノ・ガルセスが931年5月29日に死去し、ガルシア1世の父の異母兄イニゴ・ガルセスがおそらく摂政の座に就こうとし、さらに甥から王位を簒奪しようとしたとみられる。ガルシア1世と母トダは933年3月9日付のサン・ペドロ・デ・シレサ修道院で発行された特許状においては王や王妃の称号を用いていない。その1年後の934年5月、コルドバのカリフ・アブド・アッラフマーン3世はレオン王ラミロ2世に対し遠征を行った。カリフの当初の意図はカスティーリャに侵入することであったが、サラゴサ総督ムハンマド・イブン・ハーシムが軍に加わることを拒否したため、カリフは計画を変更した。カリフ軍は最初にマルエンダの要塞を攻撃し、次にルエダ・デ・ハロンにあったイブン・ハーシムの要塞を攻撃した。アブド・アッラフマーン3世はパンプローナ王国に侵攻しようとしたときに、軍を撤退させることを求めるトダの使節に会い、両家のつながりを思い起こすこととなった。トダが甥のアブド・アッラフマーン3世に使節を送った目的は、トダ自身と息子の保護を求め、カリフに「トダの息子ガルシア・サンチェス1世の王位を明確に認めてもらう」ことであった可能性もある。これは、他の王位請求者（イニゴ・ガルセスなど）に直面したときに、ガルシア1世の王位を保証するためであったと考えられる。
叔母に一度も会ったことがなかったアブド・アッラフマーン3世は、「トダの真意が誠実であることの証拠として」カラオラの自身の陣営でトダと会うという条件を課した。トダはそれを受け入れ、アブド・アッラフマーン3世に会いに向かった。歴史家イブン・ハイヤーンが記したように、「服従と臣従の協定」の一環として、トダはアブド・アッラフマーン3世に服従し、他のキリスト教徒の支配者、同盟者および親戚と距離を置き支持することを止め、ムスリムを傷つけるようなことはしないと約束した。トダはまた、パンプローナ王国を通るアブド・アッラフマーン3世軍に自由な通過を許可し、償いとして自身が保持していたイスラム教徒の人質を解放しなければならなかった。トダはアブド・アッラフマーン3世のすべての要求に同意し、かわりにアブド・アッラフマーン3世はガルシア1世にパンプローナおよびそのすべての領地を安堵した。トダは、アブド・アッラフマーン3世から与えられた豪華な贈り物を持って、同日のうちに出発した。その後まもなく、イスラム教徒の軍はパンプローナ王国の領土を速やかに横切り被害を及ぼさないようにし、隣接するアラバとカスティーリャを攻撃し、グラニョンの要塞を攻撃した。また、イスラム軍は行軍の途中で作物を焼き、果樹を切り倒し、ぶどう畑や建物を破壊した。
937年、ガルシア1世はレオン王ラミロ2世とサラゴサ総督ムハンマド・イブン・ハーシムと同盟を結び、アブド・アッラフマーン3世がカラタユーとサラゴサを経由してパンプローナ王国に対し遠征を行った。ガルシア1世は939年7月のシマンカスの戦いにラミロ2世やカスティーリャ伯フェルナン・ゴンサレスと共に参加し、キリスト教軍がカリフ軍を敗北させた。このどんでん返しの後、アブド・アッラフマーン3世は940年3月にさらなる遠征を計画していたが、停戦を交渉するためラミロ2世から使者を受け取ったときにすべての計画を保留にした。これに対し、カリフも交渉のために使節をレオン宮廷に派遣した。ほぼ同時期かそれ以前に、カリフはバルセロナ伯スニエーとの会談も開始し、その結果2年間の休戦となった。キリスト教徒にとって商業的に非常に好都合なこの協定には、いくつかの条件が含まれていた。そのうちの1つが、ガルシア1世とスニエーの娘との結婚計画の中止（または婚姻の無効）であった。ラミロ2世とアブド・アッラフマーン3世の間の和平交渉は、941年の夏まで終結しなかった。ラミロ2世は、コルドバのカリフと戦争状態にある唯一のキリスト教徒の支配者として自身がアブド・アッラフマーン3世の管理下に置かれるよりは、パンプローナ王ガルシア・サンチェス1世をも巻き込むことに大きな関心を持っていたため、この和平には、サンタレンからウエスカまでの、レオン王国とパンプローナ王国の間のすべての辺境領が含まれていた。
ラミロ2世およびその跡を継いだオルドーニョ3世の死後、パンプローナ王国は、オルドーニョ3世の弟でガルシア1世の甥であるレオン王サンチョ1世を支援した。ガルシア1世の義兄弟で後に義理の息子となるカスティーリャ伯フェルナン・ゴンサレスが、自身の義理の息子であるオルドーニョ4世を支援し、サンチョ1世を退位させオルドーニョ4世を王位に就けたとき、フェルナン・ゴンサレスとガルシア1世の関係は緊張状態となった。さらに翌年、フェルナン・ゴンサレスの妃でガルシア1世の姉妹サンチャが死去したことで、両家の関係は断絶した。ガルシア1世は直接レオン王国に介入し、フェルナン・ゴンサレスを捕らえ、サンチョ1世を復位させた。フェルナン・ゴンサレスは自身が解放されるために領土に関してガルシア1世に対し譲歩を余儀なくされ、フェルナン・ゴンサレスがガルシア1世の娘ウラカと再婚する964年まで、両家の同盟は完全には回復されなかった。
ガルシア1世は970年2月22日に死去し、ビジャマヨール・デ・モンハルディンにあったサン・エステバン・デ・デヨ城に埋葬された。

## 結婚と子女
ガルシア1世は最初にアラゴン伯ガリンド2世・アスナーレスとサンチャ・ガルセス（ガルシア1世の伯母）の娘アンドレゴト・ガリンデスと結婚した。ガリンド2世・アスナーレスには男子継承者がいなかったため、アラゴン伯領に対する権利はアンドレゴトに、そしてさらにアンドレゴトとガルシア1世の長男にパンプローナ王国内の伯領として権利が継承された。ガルシア1世とアンドレゴトの間には以下の子女が生まれた。
- サンチョ・ガルセス2世（938年ごろ - 994年） - パンプローナ王およびアラゴン伯。カスティーリャ伯フェルナン・ゴンサレスとサンチャ・サンチェスの娘で従姉妹にあたるウラカ・フェルナンデスと結婚した[25]。
- トダ・ガルセス[注釈 9]

942年、アンドレゴトは夫ガルシア1世により結婚を解消された。アンドレゴトはアイバルの自身の領地に隠棲し、同地で971年6月以降に死去した。
ガルシア1世はバルセロナ伯スニエーの娘との結婚に合意したが、スニエーがアブド・アッラフマーン3世に降伏した時にこの結婚の合意は破棄された。943年までに、ガルシア1世はレオン王ラミロ2世とアドシンダ・グティエレスの娘テレサと結婚した。2人の間には以下の子女が生まれた。
- ラミロ・ガルセス（981年没）[29] - 初代ビゲラ王[30]
- ヒメノ・ガルセス[注釈 12]
- ウラカ・ガルセス（1008年以前没）[25][注釈 13] - カスティーリャ伯フェルナン・ゴンサレスの2番目の妃となり、フェルナン・ゴンサレスの死後にガスコーニュ公ギヨーム・サンシュと再婚した[34][35][注釈 14]。